# Thecla ismarus
Thecla ismarus är en fjärilsart som beskrevs av Pieter Cramer 1779. Thecla ismarus ingår i släktet Thecla och familjen juvelvingar. Inga underarter finns listade i Catalogue of Life.